# Nerw okoruchowy

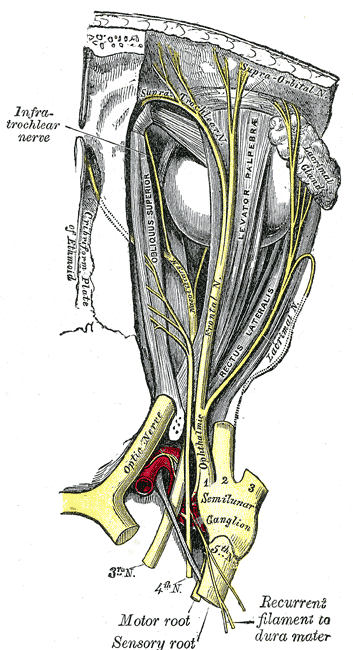
Nerwy oczodołu, widziane od góry

Nerw okoruchowy (łac. nervus oculomotorius) – III nerw czaszkowy. Ma charakter mieszany – zawiera włókna ruchowe oraz autonomiczne (parasympatyczne). Jest nerwem ruchowym gałki ocznej. Unerwia ruchowo mięsień dźwigacz powieki górnej oraz wszystkie mięśnie zewnętrzne oka, z wyjątkiem mięśni prostego bocznego i skośnego górnego. W skład nerwu okoruchowego wchodzą także włókna przywspółczulne, unerwiające zwieracz źrenicy i mięsień rzęskowy za pośrednictwem zwoju rzęskowego. Posiada też włókna czuciowe przebiegające od unerwianych przez niego mięśni.
Jądra tego nerwu znajdują się w nakrywce śródmózgowia, na wysokości wzgórków górnych blaszki pokrywy, do przodu od wodociągu mózgu (jądro początkowe). Obok jądra początkowego komórki parasympatyczne nerwu III tworzą jądro dodatkowe (jądro Westphala-Edingera). Nerw okoruchowy opuszcza pień mózgu w dole międzykonarowym, powyżej górnego brzegu mostu. Biegnie dalej przez zatokę jamistą i przez szczelinę oczodołową górną dostaje się do oczodołu.